# Eleição municipal de Diadema em 2016
A eleição municipal de Diadema em 2016 foi realizada em dois turnos para eleger um prefeito, um vice-prefeito e 21 vereadores no município de Diadema, no Estado de São Paulo,Brasil. No primeiro turno que aconteceu no dia 2 de outubro de 2016 havia nove candidatos à prefeitura. Os dois mais votados foram Lauro Michels do PV e Vaguinho do PRB que disputaram o segundo turno das eleições no dia 30 de outubro de 2016.
O prefeito eleito foi Lauro Michels, com 57,67% dos votos válidos que com a vitória alcançou sua re-eleição para um novo mandato (2017-2020).
O pleito em Diadema foi parte das eleições municipais nas unidades federativas do Brasil.
A disputa para as 21 vagas na Câmara Municipal de Diadema envolveu a participação de 476 candidatos. O candidato mais bem votado foi Ronaldo Lacerda do PT, com 5.700 dos votos, cerca de 2,65%.

## Antecedentes
Na eleição municipal de 2012, Lauro Michels do PV, derrotou no segundo turno com 60% dos votos válidos, o candidato Mário Reali do Partido dos Trabalhadores (PT) que tentava uma recandidatura. Foi um pleito acirrado pois as eleições para o segundo turno foram permeadas por alfinetadas políticas advindas de ambas as partes.

## Eleitorado
Dos 415.180 habitantes de Diadema, na eleição de 2016 só estiveram aptos a votar 79,7% da população equivalente a 330.911 diademenses. No segundo turno a porcentagem de abstenção foi de 23,86% (78.945), a de votos brancos foi de 6,13% (15.432) e a de nulos 15,7% (38.567).

## Candidatos
Foram nove os candidatos à prefeitura em 2016: Lauro Michels do PV, Vaguinho do PRB, Cruz do PSOL, Ambientalista Virgílio do REDE, Maninho do PT, Prof Ivanci do PSTU, Russo do PMN, Taka Yamauchi do PSD e Vandival Ferreira do PCO.
| Candidato(a)                                     | Vice                   | Partido | Coligação |
| ------------------------------------------------ | ---------------------- | ------- | --- |
| Lauro Michels                                    | Márcio da Farmácia     | PV      | Eu Quero Mais Para Diadema PV / PSDB / PC do B / PSB / PRP / PRTB / PP / PROS / PSL / DEM / PPS / PDT / PEN / PSDC / PPL |
| Wagner Feitoza Vaguinho                          | Cida Ferreira          | PRB     | PRB / PTB / PMDB / PTN / PSC / PR / PMB / SD                                                                             |
| Jose dos Santos Cruz (Cruz)                      | Dra. Maria             | PSOL    | PSOL |
| Virgílio Alcides Farias (Ambientalista Virgílio) | Francisco Nogueira     | REDE    | REDE |
| Manoel Eduardo Marinho (Maninho)                 | Irene                  | PT      | PT |
| Ivanci Vieira Santos (Prof Ivanci)               | Uillians Silva         | PSTU    | PSTU |
| Silvino Roque Neto (Russo)                       | Rosangela von Muhlen   | PMN     | PMN |
| Taka Yamauchi                                    | Coronel Marcel Soffner | PSD     | Coligação do Bem PSD/ PHS/ PTC                                                                                           |
| Vandival Ferreira                                | Prof João Evangelista  | PCO     | PCO |

## Campanha
As principais críticas que o prefeito Lauro Michels, em busca da reeleição, enfrentou durante a campanha disseram respeito à crise econômica e a crise no Sistema de Saúde Pública da cidade, comandado por José Augusto da Silva Ramos (PSDB). Houve uma perda de cerca de 100 médicos desde 2013, as longas filas de espera no Hospital Municipal continuavam aumentando e a população de Diadema não recebeu a UPA no bairro de Piraporinha que havia sido prometida. Além disso houve polêmica com relação tempo de licença pedido pelo prefeito para se dedicar à campanha eleitoral de sua próxima candidatura, sendo ironizado por alguns vereadores da Camara Municipal de Diadema.

## Pesquisas

### 1º turno
Uma pesquisa datada no dia 2 de agosto, pelo DGABC Pesquisas, apontava 26,8% das intenções de voto para Lauro Michels. Da data da pesquisa até a votação do primeiro turno, Lauro Michels quasedobrou  a porcentagem apontada, indo para o segundo turno com 48,1% dos votos, contra 21,85% de Vaguinho.
| Data                    | Instituto       | Número de registro no TRE | Contratante          | Entrevistados | Margem de erro |                    | Candidato      | Candidato    | Candidato           | Candidato   | Candidato                     |                         |                         |             | Não sabe/ Não respondeu | Brancos e nulos |
| Data                    | Instituto       | Número de registro no TRE | Contratante          | Entrevistados | Margem de erro | Lauro Michels (PV) | Vaguinho (PRB) | Maninho (PT) | Taka Yamauchi (PSD) | Russo (PMN) | Ambientalista Virgílio (REDE) | Vandival Ferreira (PCO) | Professor Ivanci (PSTU) | Cruz (PSOL) | Não sabe/ Não respondeu | Brancos e nulos |
| de 26 de agosto de 2016 | DGABC Pesquisas | SP-01573/2016             | Diário do Grande ABC | 400           | 5              | 26.8%              | 14%            | 9,5%         | 5%                  | 2%          | 1%                            | 1%                      | 0,8%                    | 0,3%        | 15,3%                   | 24,3%           |

### 2º turno
Quase duas semanas antes da votação para o segundo turno, Lauro Michels já apontava em pesquisa 20% a mais da intenção de votos em relação a seu concorrente Vaguinho.
| Data               | Instituto | Número de registro no TRE | Contratante           | Entrevistados | Margem de erro | Candidato          | Candidato      | Não sabe/ Não respondeu | Brancos e nulos |
| Data               | Instituto | Número de registro no TRE | Contratante           | Entrevistados | Margem de erro | Lauro Michels (PV) | Vaguinho (PRB) | Não sabe/ Não respondeu | Brancos e nulos |
| ------------------ | --------- | ------------------------- | --------------------- | ------------- | -------------- | ------------------ | -------------- | ----------------------- | --------------- |
| 18.out-20.out.2016 | Ibope     | SP-07381/2016             | Grupo ABCD de Jornais | 602           | ± 4%           | 51%                | 30%            | 3%                      | 16%             |

## Resultados

### 1º Turno: Prefeitos
O 1º turno da eleição para prefeito foi realizado no dia 2 de outubro de 2016. Entre os nove candidatos, foram para o 2º turno, Vaguinho (PRB) com 21,85% dos votos e Lauro Michels (PV) 48,1% dos votos.
| Candidato(a)                  | Vice                        | 1º Turno 2 de outubro de 2016 | 1º Turno 2 de outubro de 2016 |
| Candidato(a)                  | Vice                        | Votação                       | Votação                       |
|                               |                             | Total                         | Porcentagem                   |
| ----------------------------- | --------------------------- | ----------------------------- | ----------------------------- |
| Lauro Michels (PV)            | Márcio da Fármacia (PV)     | 93,772                        | 48.1%                         |
| Vaguinho (PRB)                | Cida Ferreira (PMDB)        | 42,596                        | 21.85%                        |
| Maninho (PT)                  | Irene (PT)                  | 31,921                        | 16.37%                        |
| Taka Yamauchi (PSD)           | Coroel Marcel Soffner (PTC) | 23,518                        | 12.06%                        |
| Cruz (PSOL)                   | Dra. Maria (PSOL)           | 992                           | 0.51%                         |
| Ambientalista Virgílio (REDE) | Francisco Nogueira (REDE)   | 834                           | 0.43%                         |
| Russo (PMN)                   | Rosangela von Muhlen (PMN)  | 691                           | 0.35%                         |
| Prof Ivanci (PSTU)            | Uillians Silva (PSTU)       | 537                           | 0.28%                         |
| Vandival Ferreira (PCO)       | Prof João Evangelista (PCO) | 88                            | 0.05%                         |
| Total de votos válidos        | Total de votos válidos      | 194.949                       | 80,03%                        |
| Votos em branco               | Votos em branco             | 24,174                        | 9,13%                         |
| Votos nulos                   | Votos nulos                 | 45.695                        | 17,26%                        |
| Total                         | Total                       | 330 918                       | 100%                          |
| Votos apurados                | Votos apurados              | 194.949                       | 73,62%                        |
| Total de eleitores            | Total de eleitores          | 330.911                       | 100%                          |

### 2º Turno: Prefeitos
Resultado do 2º turno da eleição para prefeito, realizado no dia 30 de outubro de 2016.  Lauro Michels (PV) venceu com dos votos, enquanto Vaguinho obteve 42,33% dos votos.
| Candidato(a)           | Vice                    | 2º Turno 28 de outubro de 2012 | 2º Turno 28 de outubro de 2012 |
| Candidato(a)           | Vice                    | Votação                        | Votação                        |
|                        |                         | Total                          | Porcentagem                    |
| ---------------------- | ----------------------- | ------------------------------ | ------------------------------ |
| Lauro Michels (PV)     | Márcio da Fármacia (PV) | 113.585                        | 57,67%                         |
| Vaguinho (PRB)         | Cida Ferreira (PMDB)    | 83.262                         | 42.33%                         |
| Total de votos válidos | Total de votos válidos  | 196.947                        | 78,16%                         |
| Votos em branco        | Votos em branco         | 15.452                         | 6,13%                          |
| Votos nulos            | Votos nulos             | 39.567                         | 15,70%                         |
| Total                  | Total                   | 330.911                        | 100%                           |
| Abstenções             | Abstenções              | 78.945                         | 23,86%                         |
| Votos apurados         | Votos apurados          | 196.947                        | 100%                           |
| Total de eleitores     | Total de eleitores      | 330.911                        | 100%                           |

### Vereador
Dos vinte e um (21) vereadores eleitos, dez deles foram reeleitos. Havia apenas uma mulher dentre os vereadores eleitos em 2012, no ano de 2016 não houve nenhuma mulher eleita vereadora. O mais votado foi Ronaldo Lacerda que teve 5.700 votos. O PV é o partido com o maior número de vereadores eleitos (7), seguido por PT (3),  PRB (3), PPS (3), PSB (2), DEM (2) e PR (1). 
| Resultado da eleição para a Câmara Municipal de Diadema em 2016 por candidato | Resultado da eleição para a Câmara Municipal de Diadema em 2016 por candidato | Resultado da eleição para a Câmara Municipal de Diadema em 2016 por candidato | Resultado da eleição para a Câmara Municipal de Diadema em 2016 por candidato | Resultado da eleição para a Câmara Municipal de Diadema em 2016 por candidato | Resultado da eleição para a Câmara Municipal de Diadema em 2016 por candidato |
| Candidato                                                                     | Número                                                                        | Partido                                                                       | Votos                                                                         | Porcentagem                                                                   |                                                                               |
| ----------------------------------------------------------------------------- | ----------------------------------------------------------------------------- | ----------------------------------------------------------------------------- | ----------------------------------------------------------------------------- | ----------------------------------------------------------------------------- | ----------------------------------------------------------------------------- |
| Ronaldo Lacerda                                                               | 13615                                                                         | PT                                                                            | 5.700                                                                         | 2,65%                                                                         |                                                                               |
| Dr. Ricardo Yoshio                                                            | 10000                                                                         | PRB                                                                           | 5.125                                                                         | 2,38%                                                                         |                                                                               |
| Salek                                                                         | 25777                                                                         | DEM                                                                           | 4.923                                                                         | 2,28                                                                          |                                                                               |
| Boquinha                                                                      | 23777                                                                         | PPS                                                                           | 4.465                                                                         | 2,07%                                                                         |                                                                               |
| Orlando Vitoriano                                                             | 13612                                                                         | PT                                                                            | 4.205                                                                         | 1,95%                                                                         |                                                                               |
| Marcio Jr                                                                     | 43123                                                                         | PV                                                                            | 3.795                                                                         | 1,76%                                                                         |                                                                               |
| Talabi                                                                        | 43100                                                                         | PV                                                                            | 3.742                                                                         | 1,74%                                                                         |                                                                               |
| Pastor João Gomes                                                             | 10123                                                                         | PRB                                                                           | 3.584                                                                         | 1,66%                                                                         |                                                                               |
| Josa                                                                          | 13616                                                                         | PT                                                                            | 3.395                                                                         | 1,58%                                                                         |                                                                               |
| Pretinho do Agua Santa                                                        | 25456                                                                         | DEM                                                                           | 3.326                                                                         | 1,54%                                                                         |                                                                               |
| Capel                                                                         | 43630                                                                         | PV                                                                            | 3.056                                                                         | 1,42%                                                                         |                                                                               |
| Ze do Bloco                                                                   | 43663                                                                         | PV                                                                            | 2.999                                                                         | 1,39%                                                                         |                                                                               |
| Audair Leonel                                                                 | 23700                                                                         | PPS                                                                           | 2.850                                                                         | 1,32%                                                                         |                                                                               |
| Companheiro Sérgio                                                            | 23123                                                                         | PPS                                                                           | 2.798                                                                         | 1,30%                                                                         |                                                                               |
| Marcos Michels                                                                | 40456                                                                         | PSB                                                                           | 2.789                                                                         | 1,29%                                                                         |                                                                               |
| Cicinho                                                                       | 10100                                                                         | PRB                                                                           | 2.763                                                                         | 1,28%                                                                         |                                                                               |
| Paulo Bezerra                                                                 | 43643                                                                         | PV                                                                            | 2.657                                                                         | 1,23%                                                                         |                                                                               |
| Dr. Albino Cardoso                                                            | 43111                                                                         | PV                                                                            | 2.556                                                                         | 1,19%                                                                         |                                                                               |
| Celio Boi                                                                     | 40400                                                                         | PV                                                                            | 2.480                                                                         | 1,15%                                                                         |                                                                               |
| Luiz Paulo                                                                    | 22111                                                                         | PR                                                                            | 1.946                                                                         | 0,90%                                                                         |                                                                               |
| Sergio Mano                                                                   | 40100                                                                         | PSB                                                                           | 1.771                                                                         | 0,82%                                                                         |                                                                               |